# Pažintinis dendrologinis takas
Pažintinis dendrologinis takas, nazývaná také Dendrologinis pažintinis takas a česky lze přeložit jako Naučná dendrologická stezka, je naučná stezka ve svazích a lesích kopců Lapnugario kalnas a Raganos kalnas nad Gintaro įlanka a Juodkrantė v seniorátu Juodkrantė ve městě/okrese Neringa v Klaipėdském kraji na Kuršské kose v Národním parku Kuršská kosa.

## Další informace
Pažintinis dendrologinis takas má délku cca 1,6 km a vede z Gintaro įlanka nad údolím Griekine, s odbočkou na maják v Juodkrantė (Juodkrantės švyturys), a pak kolem dřevěného megafonu/plastiky Garsų gaudyklė až do Juodkrantė. Na stezce jsou také odpočívadla s lavičkami a 16 zastavení s informačními tabulemi a QR kódy informujícími o historii, přírodě a samozřejmě i o stromech. Stezka také navazuje na mezinárodní Svatojakubskou cestu a Baltskou pobřežní turistickou trasu. Naučná stezka je celoročně volně přístupná.

## Galerie

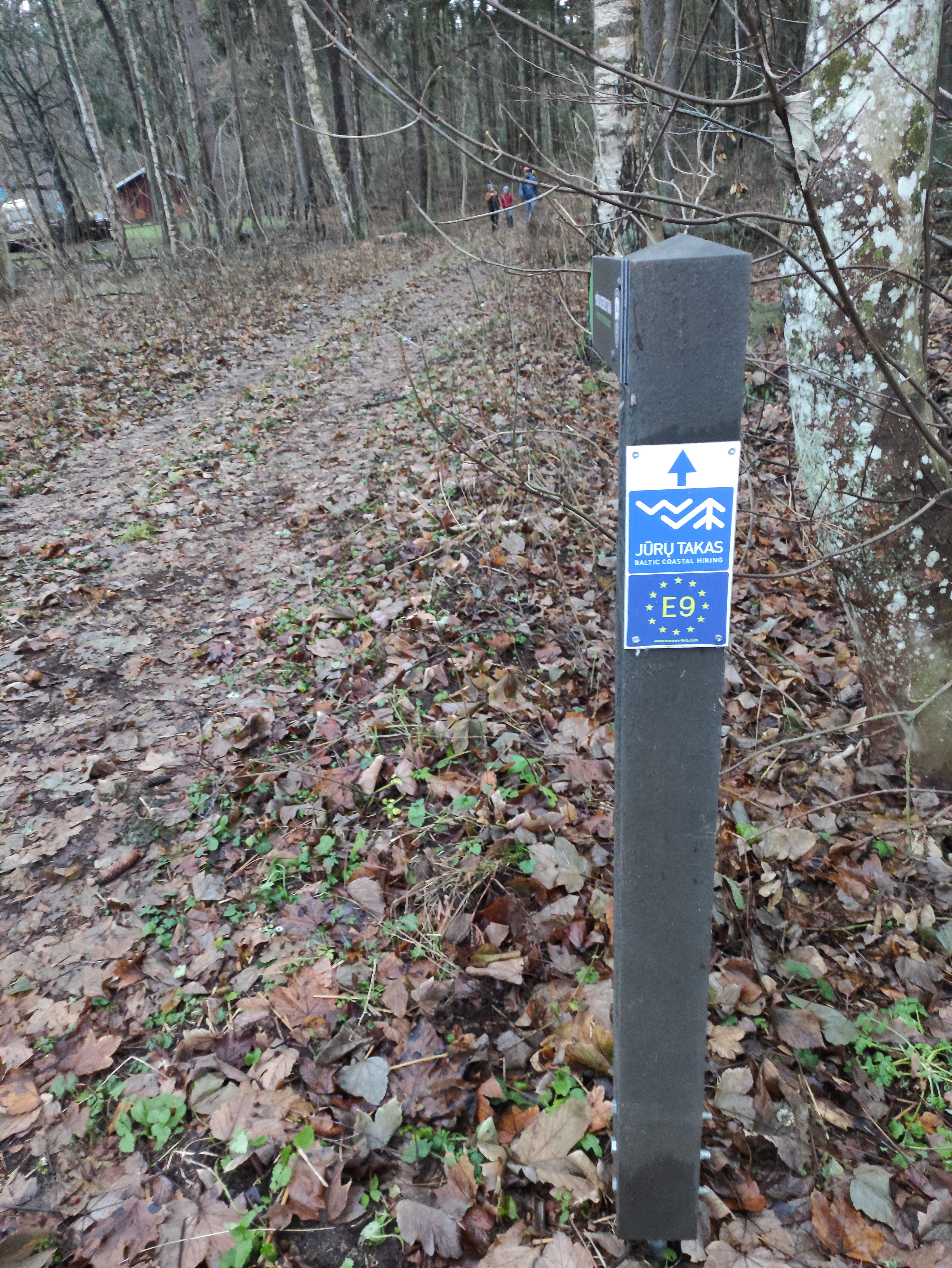
Informační panely na stezce
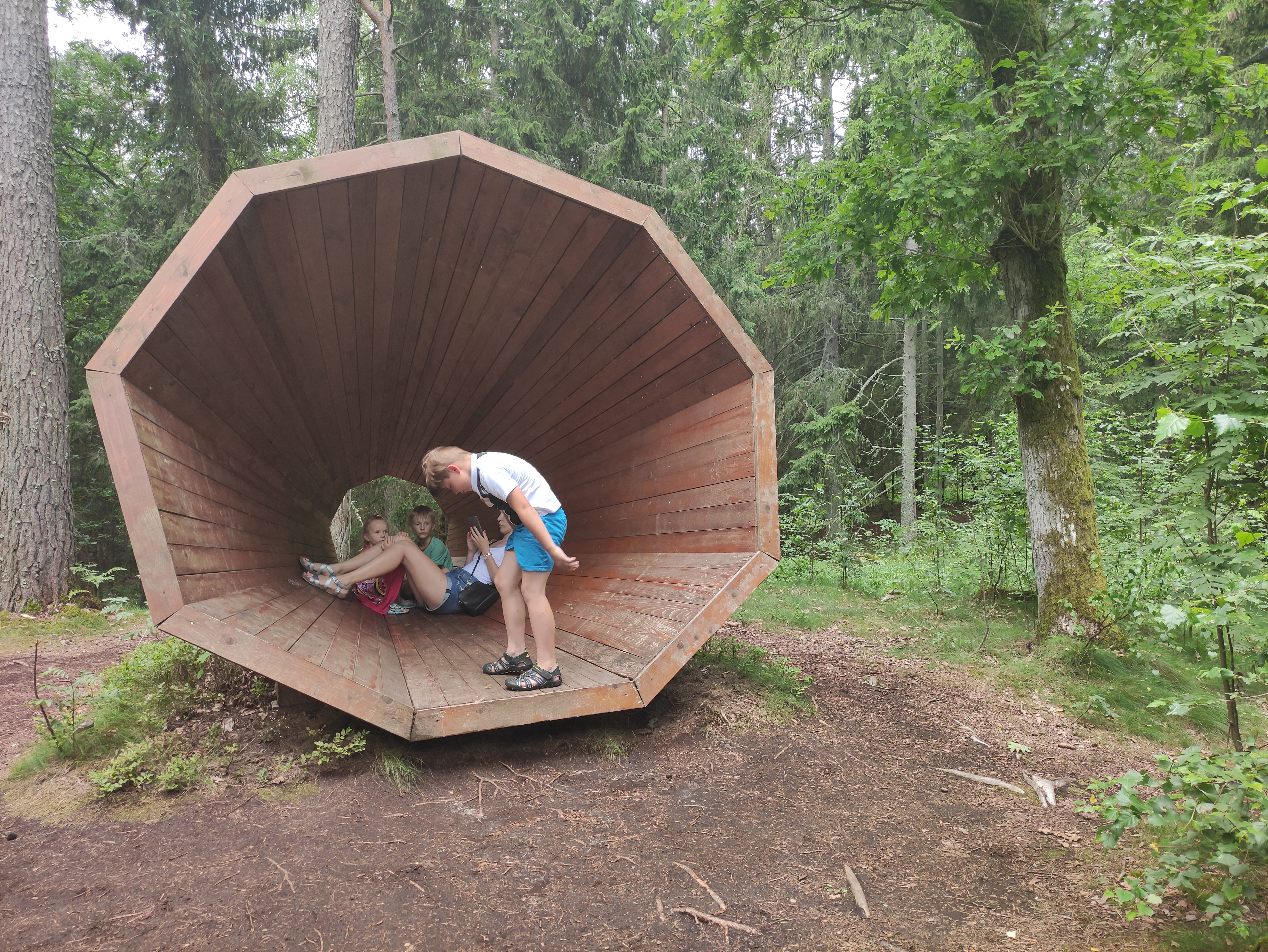
Garsų gaudyklė
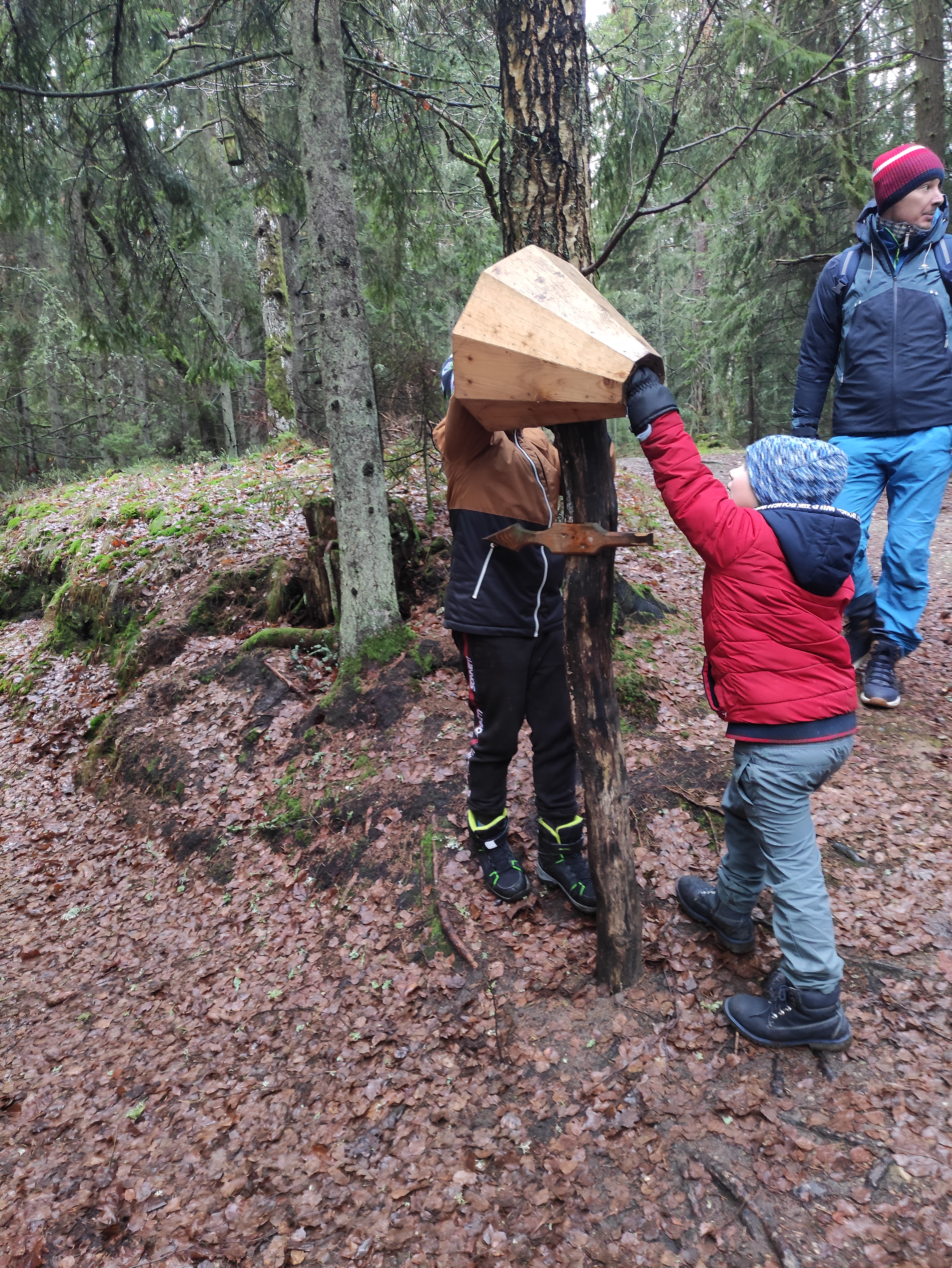
Cesta ke Garsų gaudyklė
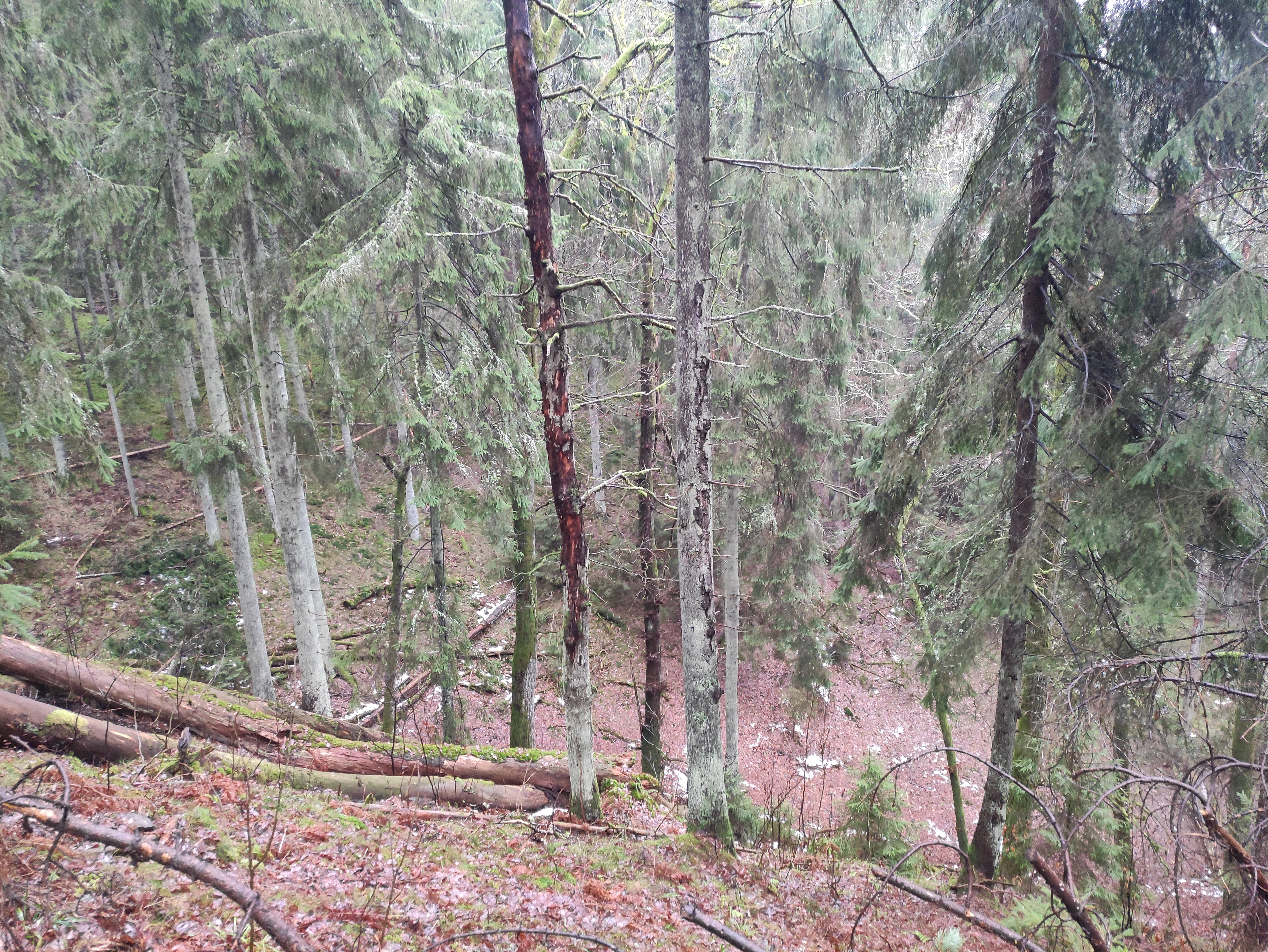
Griekinė
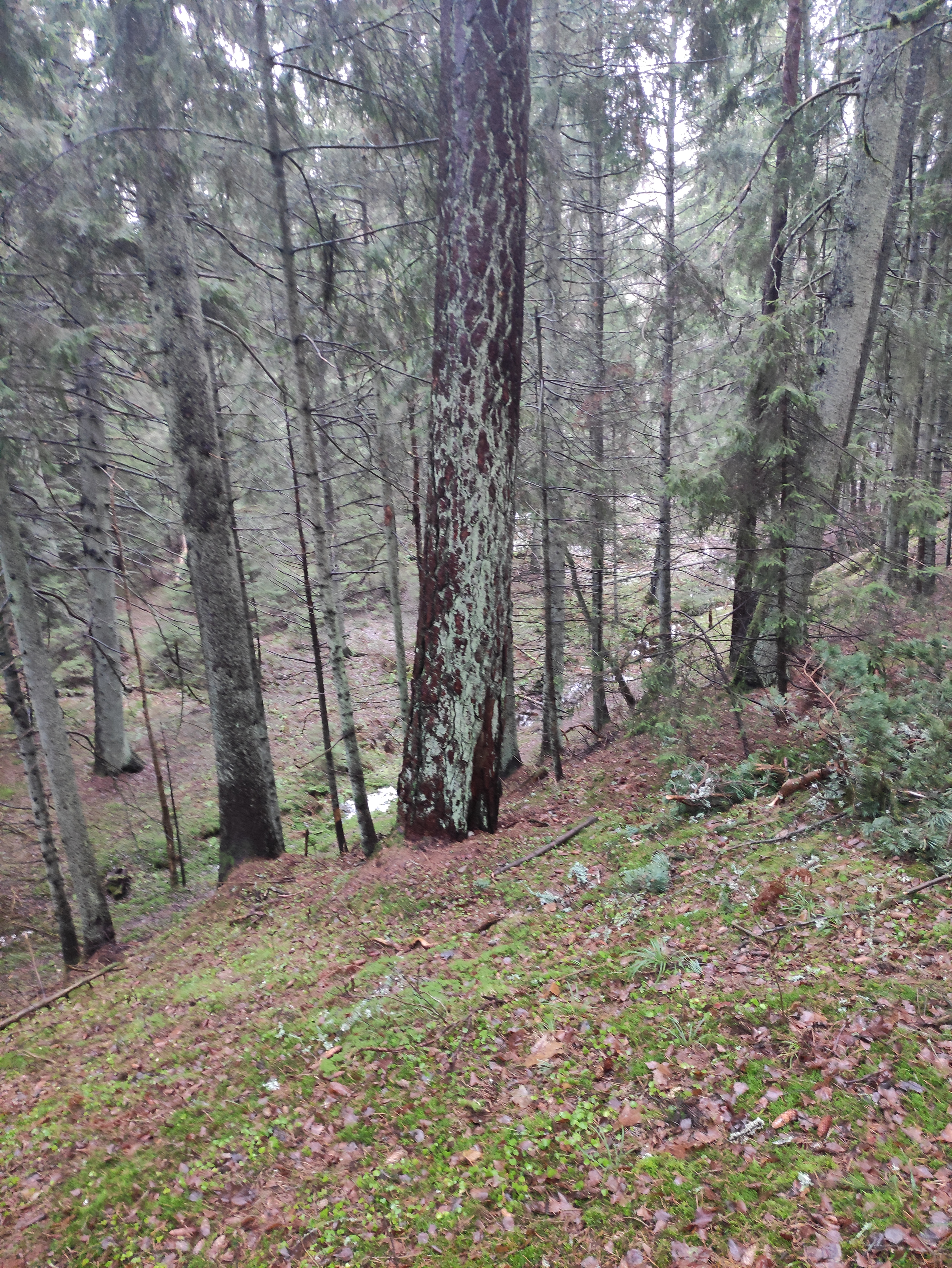
Griekinė